# Redaktionsgeschichte

La Redaktionsgeschichte (critique de la rédaction), également nommée Kompositionsgeschichte ou Redaktionstheologie, est une méthode d'exégèse biblique qui étudie en priorité le travail du rédacteur, considéré comme un « éditeur » de sources antérieures. 

## Présentation
À la différence de la Formgeschichte (critique des formes), qui est une discipline parallèle, la Redaktionsgeschichte ne s'attache pas au genre littéraire des différentes parties du discours biblique. Elle s'interroge sur la manière dont le ou les rédacteurs ont travaillé le matériel narratif pour atteindre leur objectif théologique.
Ce travail est défini par différents critères :
- la répétition thématique dans un même texte (par exemple, dans l'Évangile selon Matthieu, l'insistance sur l'accomplissement des prophéties de l'Ancien Testament) ;
- le vocabulaire et le style dans un même texte (les termes récurrents, les termes évités, ainsi que les mots rares qui peuvent provenir de la source antérieure) ;
- la comparaison des Évangiles canoniques, en particulier des Évangiles synoptiques (ajouts, omissions ou similarités dans le récit d'un même épisode).

## Principaux représentants
La littérature spécialisée cite le plus souvent trois chercheurs contemporains[réf. souhaitée] : Gunther Bornkamm, Willi Marxsen et Hans Conzelmann.

### En français
- Hans Conzelmann et Andreas Lindemann, Guide pour l'étude du Nouveau Testament, Labor et Fides, 1999

### Autres langues
- Gunther Bornkamm, Gerhard Barth and Heinz Joachim Held, Überlieferung und Auslegung im Matthäusevangelium. WMANT 1. Neukirchener Verl., Neukirchen-Vluyn 1960.. Trad. en anglais :  Tradition and Interpretation in Matthew (1963)
- Hans Conzelmann, Die Mitte der Zeit. Studien zur Theologie des Lukas. BHTh 17. Mohr Siebeck, Tübingen 1954. Trad. en anglais : Theology of St Luke (1960)
- Willi Marxsen, Der Evangelist Markus. Studien zur Redaktionsgeschichte des Evangeliums. FRLANT 67. Vandenhoeck & Ruprecht, Göttingen 1956.. Trad.  en anglais : Mark the Evangelist: Studies on the Redaction History of the Gospel (1969)
- Norman Perrin, What is Redaction Criticism ?, Philadelphia: Fortress Press, 1969
- Joachim Rohde: Die redaktionsgeschichtliche Methode. Einführung und Sichtung des Forschungsstandes. Furche-Verl., Hamburg 1966. (ausführliche Beschreibung der bis dahin erschienenen redaktionsgeschichtlichen Arbeiten von Bornkamm, Marxsen, Conzelmann u.a.)
- Tim Schramm: Der Markus-Stoff bei Lukas. Eine literarkritische und redaktionsgeschichtliche Untersuchung. SNTS Monograph Series 14. University Press, Cambridge 1971